# Slag bij Eretria
De Slag bij Eretria was een zeeslag tussen Sparta en Athene. Hij vond plaats in september 411 v.Chr. bij de kust van Euboea.

## Achtergrond
Tijdens de lente van 411 v.Chr. verdreven de Eretriërs de Atheners uit de stad Oropos met de hulp van de Boeotiërs. Oropos was een strategisch punt voor de Atheners omdat het hen de controle over Euboea verzekerde. Daarbovenop werden alle handelswegen door deze stad geleid. De Eretriërs hoopten dat Sparta hen zou helpen om de heerschappij van de Atheners op Euboea te beëindigen.

## De slag
Op het einde van de zomer van 411 v.Chr. zeilde een Spartaanse vloot naar Euboea. De Atheners probeerden de Euboeërs te beletten om te blijven veranderen van kant door een squadron naar Eretria te zenden. Desondanks bleven de Eretriërs de Spartanen steunen. Toen de Atheners in de haven van Eretria lagen, maakten de Eretriërs de Spartaanse admiraal Hegesandridas door middel van een vuursignaal het aangewezen moment voor de aanval kenbaar. De Atheners wilden terug naar open zee gaan maar werden verslagen tijdens de zeeslag die volgde. De Atheners die zich wilden verschuilen in Eretria, werden gedood door de burgers. Enkel degenen die besloten om naar het fort van Eretria te gaan, overleefden de slachting.

## Nasleep
In de nasleep van de slag keerde heel Euboea zich tegen Athene. De Atheners namen hierop wraak en brachten een slachting aan onder de Eretriërs.